# Gentiana uchiyamai
Gentiana uchiyamai là một loài thực vật có hoa trong họ Long đởm. Loài này được Nakai mô tả khoa học đầu tiên năm 1909.